# الخيفي العضلي
هو نوع من الدودة المفلطحة أحادية العائل ، وهي طفيلية على خياشيم الأسماك البحرية. إنه ينتمي إلى عائلة Gastrocotylidae. 
تم وصف الأنواع وتوضيحها من عينتين من الخياشيم الخشنة (شيميات) قبالة فنزويلا ، وتم تحديدها كنوع من الجنس. 
في عام 2019 ، أصدر Bouguerche et al.. تم فحص عينات من نباتات أحادية العائل شبيهة بـالخيفي العضلي ، تم جمعها من خياشيم سمك الماكريل الأزرق جاك (شيميات) قبالة الساحل الجزائري ، البحر الأبيض المتوسط. لقد زعموا أنهم لا يستطيعون تمييز عينات البحر الأبيض المتوسط عن الخيفي العضلي ، لا على أساس التشكل ولا على الجزيئات (لأن المعلومات الجزيئية كانت تفتقر إلى الخيفي العضلي من فنزويلا). 

## المعرض
الخيفي العضلي (عينات من خارج الجزائر): أجزاء مختلفة.

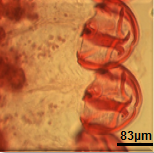
الكلاب (المشابك)
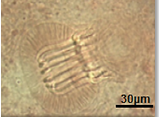
الأذين التناسلي
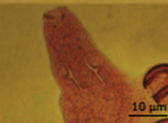
محطة مصححة

## اصل التسمية
يشير اسم النوع إلى وجود فتحتين مهبليتين. 

## المضيفين والمحليات

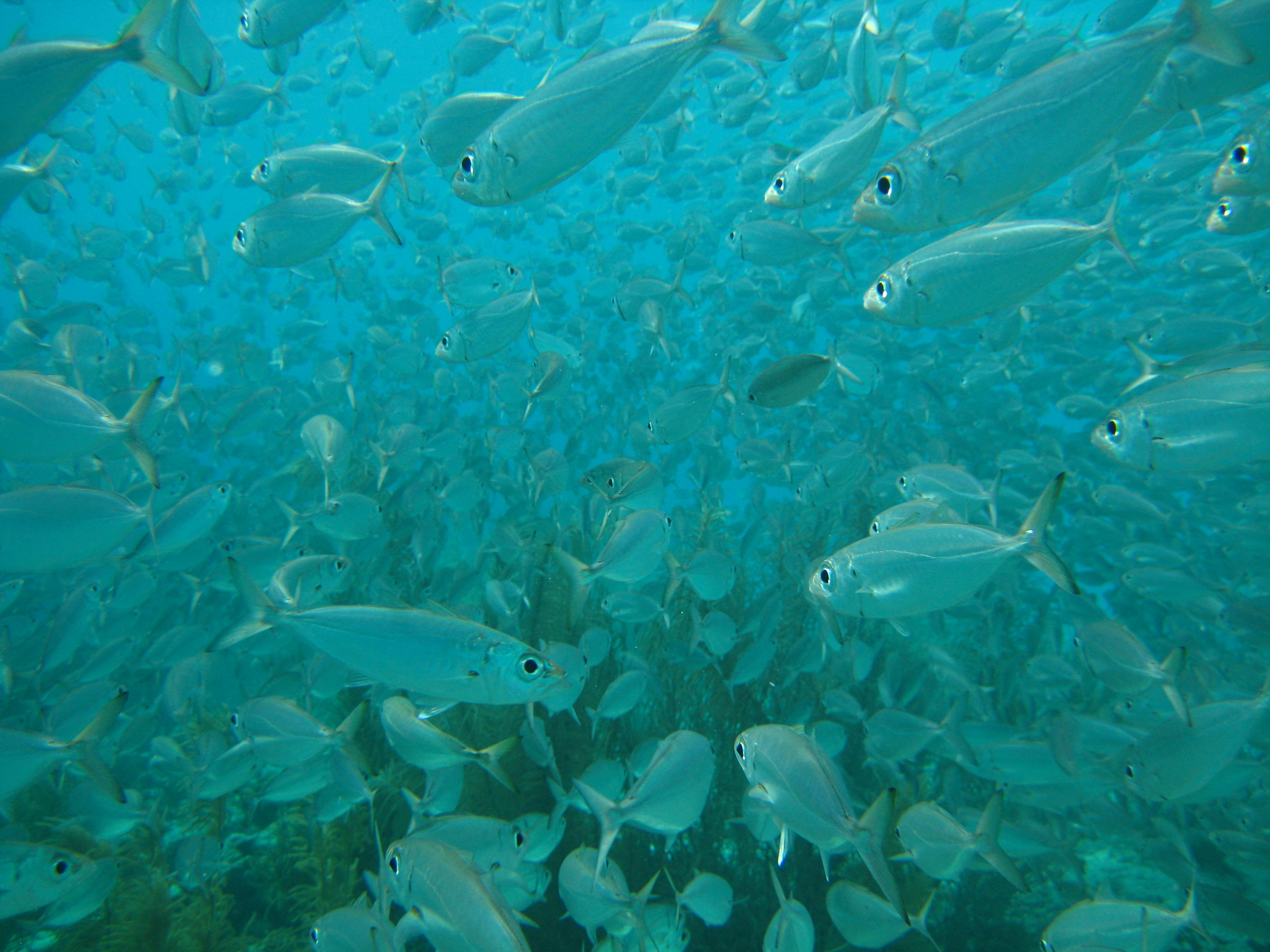
الخياشيم الخشنة هو مضيف نوع الخيفي العضلي

نوع المضيف هو الخياشيم الخشنة (شيميات). النوع المحلي هو خارج فنزويلا.  هذا النوع موجود أيضًا في البحر الأبيض المتوسط ، على مضيف آخر ، سمك الإسقمريو الماكريل الأزرق جاك .